# Giglio Campese
Giglio Campese is een plaats (frazione) in de Italiaanse gemeente Isola del Giglio.